# 사오리쯔

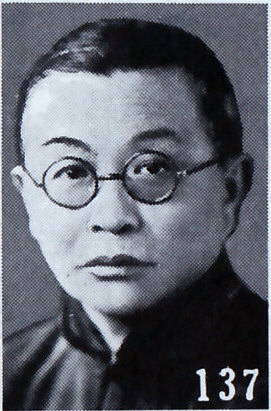

사오리쯔(邵力子, 소역자, 1882년 12월 7일 ~ 1967년 12월 25일)는 중국공산당 발기인 중 한 명이다. 중국 저장성 사오싱시 사람이다. 1915년 민국일보(民國日報)를 상하이에서 창립하여 발행자이자 편집장이 되었다. 1919년, 사오리쯔는 국민일보에서 각오(覺悟)를 발간했다.
1948년 중공에 대해 화평을 주장하면서 화평노인(和平老人)이라는 별칭을 얻었다.